# ماريا أحمد ديدي
ماريا أحمد ديدي، عضوة في برلمان جزر المالديف وناشطة في مجال حقوق المرأة. حصلت ماريا على شهادة بكالوريوس في القانون من المملكة المتحدة، وأصبحت أول محامية أنثى مؤهلة في المالديف. انتخبت في البرلمان كعضو مستقب لكنها انضمت إلى حزبٍ معارض في تشرين الثاني (نوفمبر) 2005. كانت رئيسة الحزب الديمقراطي المالديفي في الفترة من آذار (مارس) 2008 حتى 2011.
في آذار (مارس) 2006، وبسبب قيام الشرطة باعتقال إحدى الناشطات من منزلها في وقت متأخر ليلاً، نظمت ماريا أول مسيرة للمطالبة بحقوق النساء في جزر المالديف. ألقى المعارضون لمجهودها أكياس الزيت عليها وأزاحوا دراجتها عن الطريق، لكن المسيرة أكملت كما خطط لها. عام 2007، تسلّمت ماريا جائزة نساء الشجاعة الدولية. تعرّضت ماريا للضرب والاعتقال في شباط (فبراير) 2012، أثناء الاحتجاج على طرد الرئيس السابق محمد نشيد بطريقة مثيرة للجدل أثناء تواجدها في أحد المحلات التجارية، أصيبت في وجهها وتمّ جرّها بعيداً واتّهم الموظف المسؤول بالاعتداء عليها.